# Винсънт Минели
Винсънт Минели (на английски: Vincente Minnelli) е американски филмов и театрален режисьор. 
Минели е един от най-популярните режисьори на Холивуд от 1940-те, 1950-те и 1960-те години. Той е сред майсторите на мюзикъла, режисирайки такива класически произведения като „Посрещни ме в Сейнт Луис“ (1944) с Джуди Гарланд, „Един американец в Париж“ (1951) с Джийн Кели и Лесли Карон, „Театралният фургон“ (1953) с Фред Астер и големия хит „Джиджи“ (1958) за който е удостоен с награди „Оскар“ и „Златен глобус“ за най-добър режисьор. Минели е известен и със своите комедии и мелодрами, сред които са „Бащата на булката“ (1950) със Спенсър Трейси и Елизабет Тейлър и „Лошият и красавицата“ (1952) с Кърк Дъглас и Лана Търнър. Силно впечатление оставя и биографичният филм за художника Ван Гог „Страст за живот“ (1956) с Кърк Дъглас и Антъни Куин.
Известната актриса Лайза Минели е дъщеря на Винсънт Минели от брака му със звездата Джуди Гарланд.

## Биография

### Ранни години
Винсънт Минели е роден като Лестър Антъни Минели на 28 февруари 1903 г. в Чикаго, щата Илинойс. Той е най-малкият от четирима синове на Мари Емили Лебю (сценично име Мина Дженел) и Винсънт Чарлс Минели. Баща му е диригент към „Minnelli Brothers' Tent Theater“. Семейството обикаля различни малки градове преди да се установи за постоянно в Делауеър, Охайо. Дядото по бащина линия Винченцо Минели е политически беглец от Сицилия, който след установяването си в САЩ работи като демонстратор на пиана и композитор. Винченцо се жени за Нина Пикет, докато обикаля страната като демонстратор. Малкият Лестър прекарва голяма част от ученическите си години с баба си Нина, докато родителите му са по турнета. След дипломирането си в гимназията той заминава за Чикаго, където за кратко живее при баба си по майчина линия.
Първата му работа е като аранжор на витрини в универсалния магазин „Marshall Field“ в Чикаго. По-късно започва работа като фотограф за Пол Стоун, който е специализиран във фотографирането на актьорите от чикагския театрален квартал. Първата театрална работа на Минели е като дизайнер на костюми и сценография към чикагския театър. Разширяването на театъра до национална верига довежда Минели до работа по постановки в Ню Йорк, където той се установява, наемайки миниатюрен апартамент в Гринуич Вилидж. През 1932 г. Винсънт постъпва на работа към новооткритата зала за представления „Radio City Music Hall“, част от Рокфелер Сентър, която ще се превърне в една от забележителностите на Манхатън. Тук той работи отново като сценичен дизайнер, издигайки се до поста на сценичен режисьор. След напускането на „Radio City Music Hall“ Минели дебютира като истински театрален режисьор през 1935 г., поставяйки на Бродуей музикално-скечовата постановка „У дома в чужбина“ (At Home Abroad), която е приета много добре и се играе в продължение на две години. Следват постановките „Зигфелд Фоли 1936“, „Ура за какво!“ и „Много топло за май“. Репутацията му нараства и така през 1940 г. Винсънт Минели получава оферта за работа към холивудското студио Метро-Голдуин-Майер.

## Филмография

### Частична режисьорска филмография
| Година | Филм                               | Оригинално заглавие              | Бележки                                |
| ------ | ---------------------------------- | -------------------------------- | -------------------------------------- |
| 1943   | Хижа в небето                      | Cabin in the Sky                 |                                        |
| 1944   | Да се срещнем в Сейнт Луис         | Meet Me in St. Louis             |                                        |
| 1945   | Часовникът                         | The Clock                        |                                        |
| 1948   | Пиратът                            | The Pirate                       |                                        |
| 1950   | Бащата на булката                  | Father of the Bride              |                                        |
| 1951   | Един американец в Париж            | An American in Paris             | номинация за „Оскар“ и „Златен глобус“ |
| 1952   | Лошият и красавицата               | The Bad and the Beautiful        |                                        |
| 1953   | Театралният фургон                 | The Band Wagon                   |                                        |
| 1956   | Чай и съчувствие                   | Tea and Sympathy                 |                                        |
| 1956   | Страст за живот                    | Lust for Life                    | номинация за „Златен глобус“           |
| 1958   | Джиджи                             | Gigi                             | награди „Оскар“ и „Златен глобус“      |
| 1958   | Някои дотичаха                     | Some Came Running                |                                        |
| 1960   | Home from the Hill                 | Home from the Hill               | номинация за „Златна палма“            |
| 1962   | Две седмици в друг град            | Two Weeks in Another Town        |                                        |
| 1962   | Четиримата конници на Апокалипсиса | The 4 Horsemen of the Apocalypse |                                        |
| 1964   | Сбогом, Чарли                      | Goodbye Charlie                  |                                        |
| 1976   | Въпрос на време                    | A Matter of Time                 |                                        |